# Snails
Snails, wł. Frédérik Durand (ur. 4 maja 1988 w Montrealu) – kanadyjski DJ i producent muzyczny, tworzący muzykę będącą połączeniem dubstepu i trapu. Spopularyzował podgatunek muzyki bassowej znany jako "vomitstep". Swoje pierwsze single w 2012 roku Snails wydał za pośrednictwem wytwórni Kannibalen Records. W 2015 roku grał na takich festiwalach muzycznych jak Electric Daisy Carnival, Ultra Music Festival i Electric Forest Festival.

## Dyskografia
LP
- The Shell (2017)

EP
- Slimeageddon (2018)
- World of Slime (2019)

Single
- "Magnet" (2013)
- "Slugz" (2014)
- "Stomp" (2014)
- "Wild" (Snails & Antiserum) (2015)
- "Pump This" (Snails & heRobust) (2015)
- "King is Back" (feat. Big Ali) (2015)
- "#FreeTheVomit" (2015)
- "Frogbass" (2015)
- "Funk with Me" (feat. Big Gigantic) (2015)
- "Lzrs" (Snails & Laxx) (2016)
- "Happy Hour" (Snails & Botnek) (2016)
- "Deep in the Night" (Snails & Pegboard Nerds) (2016)
- "Cannonball" (Flux Pavilion x Snails) (2016)
- "Ur 2 Cool" (Botnek x Snails) (2016)
- "Waffle House" (Snails & Botnek) (2017)
- "Break It Down" (Snails x Space Laces) (2017)
- "The Serpent" (KSHMR & Snails) (2017)
- "Into the Light" (feat. Sarah Hudson) (2017)
- "Only Want U" (Snails & NGHTMRE feat. Akylla) (2017)
- "WFSU" (Snails & Waka Flocka Flame) (2017)